# Peña Colorada, Puebla
Peña Colorada är en ort i Mexiko.   Den ligger i kommunen Acatlán och delstaten Puebla, i den sydöstra delen av landet, 180 km sydost om huvudstaden Mexico City. Peña Colorada ligger 945 meter över havet och antalet invånare är 238.
Terrängen runt Peña Colorada är huvudsakligen lite kuperad. Peña Colorada ligger nere i en dal. Runt Peña Colorada är det glesbefolkat, med 17 invånare per kvadratkilometer. Närmaste större samhälle är Tulcingo de Valle, 15,8 km väster om Peña Colorada. I omgivningarna runt Peña Colorada växer huvudsakligen savannskog.